# Буковинка (Мукачівський район)
Бу́ковинка — село в Україні, у Закарпатській області, Мукачівському районі.
Знайдено курганні могильники куштановецької культури
Перша згадка у 1610 під назвою Bukovinka. Далі назви видозмінювалися: 1630 Bukovinka, 1645 Bukowinka, 1773 Bukowinka, 1808, 1851, 1877 — Bukovinka, 1913 Beregbükkös, 1944 Bukovinka, Буковинка

## Храми
Храм св. арх. Михайла. 1814.
У 1649 р. в селі був священик, що проживав на чужій ділянці, а в 1690 р. парохія вже мала свою ділянку.
У 1692 р. село згадано як філію села Ряпідь (тепер Бистриця). До 1733 р. належить згадка про дерев'яну церкву.
Нині в селі стоїть типова кам'яна церква базилічної форми, зміцнена контрфорсами з північного та південного фасадів. Іконостас зробив І. Павлишинець. Поряд одноярусна каркасна дерев'яна дзвіниця з трьома дзвонами. Два дзвони виготовив Ф. Еґрі в 1924 та 1925 роках, а малий дзвін, відлитий Іш-тваном Ласло в Великих Ґеївцях, замовили 8 травня 1830 р. Василь Когут, Федор Іпебе-ла та Михайло Лапікай.
Мурований хрест біля церкви поставили Петро і Марія Катричі в 1915 р.

## Присілки
Юрково
Юрково - колишнє село в Україні, в Закарпатській області.
Обєднане з селом Буковинка
Згадки: 1600: Jurkofalva, 1660: Jurkofalva

## Населення
За переписом населення України 2001 року в селі мешкало 513 осіб.

## Туристичні місця
- курганні могильники куштановецької культури
- храм св. арх. Михайла. 1814. 

### Мова
Розподіл населення за рідною мовою за даними перепису 2001 року:
| Мова       | Відсоток |
| ---------- | -------- |
| українська | 98,25 %  |
| німецька   | 0,78 %   |
| російська  | 0,58 %   |
| угорська   | 0,19 %   |
| інші       | 0,20 %   |